# Leif Alsheimer
Leif Anders Göran Alsheimer, född 21 april 1953, död 27 juni 2010 i Lunds domkyrkoförsamling, var en svensk jurist.
Alsheimer studerade juridik vid Lunds universitet och var en tid verksam som advokat, innan han arbetade som universitetslektor i rättsvetenskap vid Internationella Handelshögskolan i Jönköping, gästprofessor vid Wellesley College utanför Boston, Massachussetts, och senare utbildningskonsult och frilansande kulturskribent i bland annat Svenska Dagbladet och Hufvudstadsbladet. 
Alsheimer uppmärksammades i svensk media då han införde "bildning" på schemat för juridikstudenter. Med sitt ”core curriculum” krävde han att studenterna skulle läsa viktig och relevant skönlitteratur. 
Vid ett tillfälle förklarade han: "Gymnasisterna som kommer till högskolan lider av pedagogisk bulimi: hetsäta, kasta upp och gå vidare."
År 2002 fick Alsheimer Nationalencyklopedins Kunskapspris.
I boken Bildningsresan (2004) lade han fram sin syn på kunskap och bildning.
Alsheimer var gift med Elisabeth Alsheimer Evenstedt, med vilken han fick barnen Sebastian, Louise och Sophie.
Leif Alsheimer är begravd på Norra kyrkogården i Lund.

## Utmärkelser
- 2002 Författarfondens pris för främjande av svensk litteratur
- 2002 Nationalencyklopedins kunskapspris ”för sitt nydanande bildningsarbete vid Internationella Handelshögskolan i Jönköping".
- 2002 Swedish Council of International Reading Association's hedersdiplom för förtjänstfullt arbete inom läsningens område
- 2004 Stipendium ur Axel och Margaret Ax:son Johnsons stiftelse för allmännyttiga ändamål.